# Idioma lucumí
El lucumí (autoglotónimo: anagó), lacumí o anagó es una lengua derivada del yoruba originada en Cuba (y otras áreas caribeñas con presencia yoruba) y usada como lengua litúrgica de la santería. A pesar de que ya no es la lengua materna de los afrocubanos, los devotos de la religión de los Orisha, tal como se desarrolló en Cuba, usan el lucumí como segunda lengua.
La comunidad hablante de lucumí ha sido una parte importante de la sociedad cubana desde el siglo XIX, por ello tiene un lugar fundamental en el patrimonio cultural de Cuba. A partir del siglo XX se comenzó a examinar y estudiar en profundidad la lengua a través de varios ejemplos que muestran evidencia de la vitalidad del lucumí. En la República Dominicana, la lengua se utiliza en el ámbito litúrgico y en el ámbito cotidiano por los descendientes de yorubas.

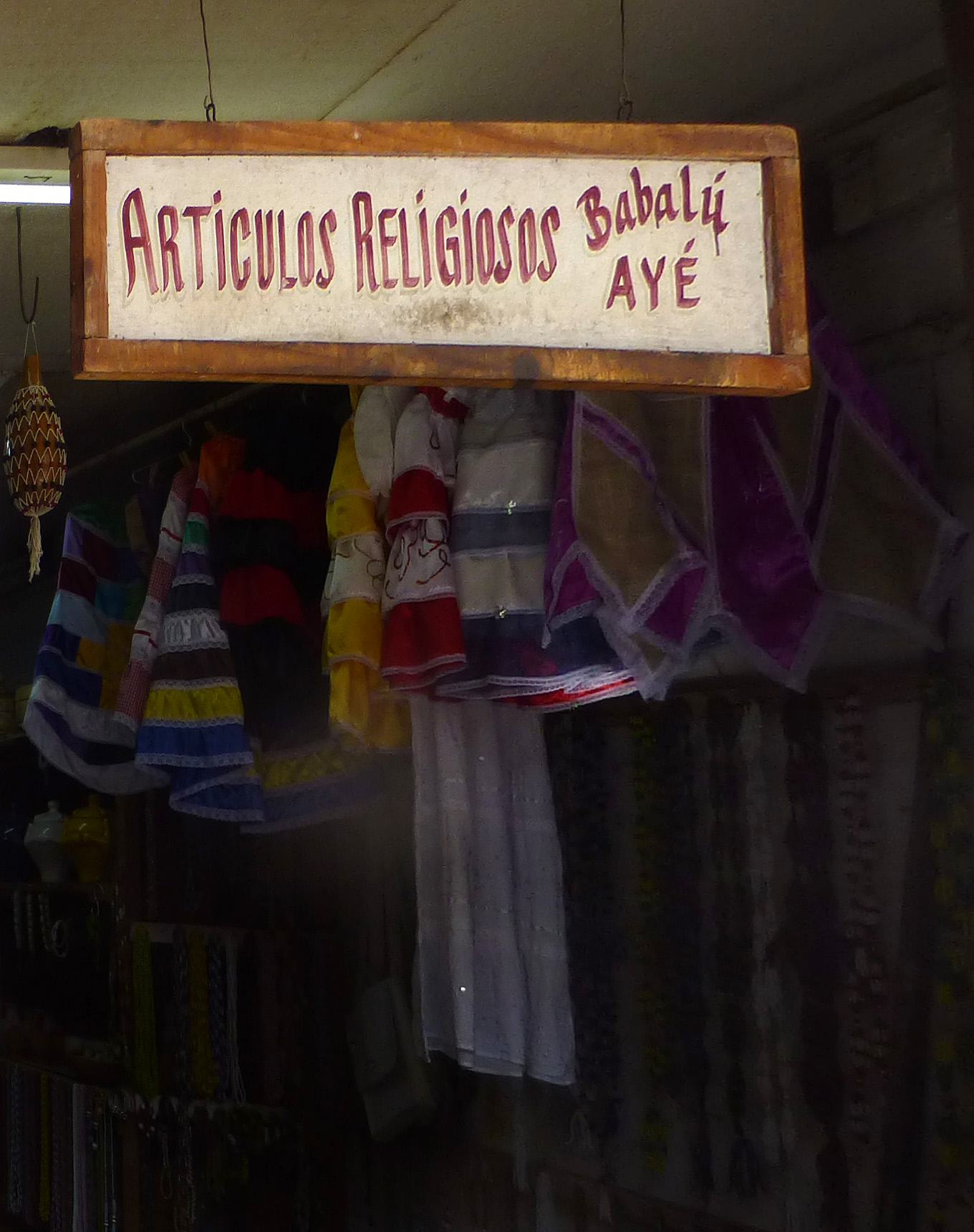
Anuncio en una tienda en La Habana con el nombre lucumí del Oricha, Babalú Ayé.

Se desarrolló como una lengua adquirida por fieles durante la adolescencia, utilizada para la comunicación ritual con los orichas, encontrándose variados niveles de influencia no-yoruba y conocimiento del lenguaje según la región, generando un idioma muy variado.
Su estatus como lengua espiritual significa que sus hablantes generalmente desconocen los estándares gramaticales. Debido a esto, también han perdido la capacidad de entonación, puesto que el yoruba es un lengua tonal que se basa en la inflexión adecuada para el significado. Sin embargo, el lucumí sigue teniendo el carácter de un idioma aglutinante, aunque con excepciones. Asimismo, a través del contacto con el español se han formado hibridismos.

## Nombre
El antropólogo William R. Bascom fue el primero en afirmar el parentesco entre el idioma lucumí y el yoruba, inicialmente creyendo que el nombre del idioma se derivaría del nombre de un antiguo reino africano llamado Ulkamy, pero posteriormente adoptando la hipótesis de que venía de oluku mi (en español: mi amigo).
Aunque el término "lucumí" ha sido popularizado como nombre del idioma, la etnóloga Lydia Cabrera en su diccionario Anagó: Vocabulario lucumí (1970) explica que el autoglotónimo es anagó y se les llamó así a los que hablaban la misma lengua.

## Historia

### Época colonial
El Imperio oyó, en el centro del occidente de África, estuvo involucrado en la exportación de esclavos debido a las acciones militares contra otros pueblos de la región. Aunque tuvo un gran poder por siglos, en 1817 el imperio comenzó a debilitarse, en una época de apogeo del comercio de esclavos.
A partir de entonces, Oyó se convirtió en una importante fuente de esclavos para el Caribe, provocando que ciudadanos que eran ricos y privilegiados terminaran como refugiados y esclavos por la avaricia de sus gobernantes. El transporte de esclavos iba de la mano con la necesidad de más mano de obra en Cuba. Aunque el tráfico de esclavos era técnicamente ilegal, la caída del precio del azúcar entre 1826 y 1844 afectó la necesidad de estos.
Al final de la década de 1840, la población esclava se encontraba menguando, así que hubo más presión para importar trabajadores. Después de 1850, siete de cada quince esclavos importados eran mujeres. Es posible que una razón de la supervivencia de la comunidad hablante de anagó fuera el aumento de las mujeres. Dos principales mujeres a las que se atribuye la tradición lucumí fueron María Antoñica Fínez y María Donata García.
En base a datos hallados sobre el origen étnico de los esclavos en Cuba, Jesús Guanche afirma que hubo un incremento en el número de lucumís traídos a trabajar en la isla desde el siglo XVIII. También determinó que desde la primera mitad del siglo XVI hasta la abolición de la esclavitud los lucumís eran el 38.81% de todos los esclavos traídos a la isla. Para 1860, los lucumís eran el 35.52% de todos los esclavos en los ingenios, lo que indica que creció el número de hablantes entre 1850 y 1870.
En 1887, solamente el 11% de los afrocubanos podía leer y escribir. Aunque había leyes que proporcionaban a los niños una educación igualitaria, muchos afrodescendientes permanecieron sin alfabetizar. Sin embargo, la alfabetización en español suponía un riesgo para la preservación de la lengua anagó. Al momento de la independencia, la comunidad hablante de anagó estaba compuesta por negros libres, criollos y bozales.

### Época moderna
En el siglo XX, los niños de los esclavos liberados fueron educados en dos entornos diferentes, fuera y dentro del hogar. De esta generación todavía muchos afrocubanos hablaban fluidamente sus idiomas. En 1930, hablantes de lucumí informaron que existía una educación en el hogar que transmitía la tradición oral africana, diferente al sistema educativo municipal.
Durante este tiempo, la mayor fuente del desarrollo del idioma anagó fue con los cabildos de nación, sociedades de apoyo africanas organizadas por grupos étnicos y ligadas a la Iglesia católica. Asimismo, la conservación de una lengua ritual es un componente necesario en la práctica religiosa. Los cabildos de nación eran vistos por el resto de la sociedad cubana como un atraso. También se ha documentado que sus miembros se comunicaban habitualmente en yoruba, mandingá y carabalí.
Con la formación de la identidad cubana, los cabildos de nación se fueron transformando en sociedades de color. En las sociedades panafricanas no había un propósito religioso ni étnico, lo que sirvió también a la mayor expansión del anagó. De hecho, la comunidad lucumí comenzó a incluir mulatos, criollos e incluso no cubanos. Además, en el tiempo de la creación de casa-templos, ya el término "lucumí" representaba afiliación religiosa y uso del idioma anagó como lengua ritual.
En 1940, Tata Gaitán, un babalawo terrateniente de La Habana, formó parte de la compilación de recolecciones de rituales lucumís orales y manuscritos. Otros babalawos, Bernardo Rojas, Miguel Febles Padrón y Pedro Pablo Pérez Rodríguez, fueron los primeros que textualizaron en libretas la tradición oral de Ifá. De esta forma crearon los primeros textos en anagó.
Cada casa religiosa hablaba su propia variante del anagó. Un sacerdote lucumí publicó una libreta con un extenso glosario, afirmando que había varios dialectos (iyesá, tacua, eguado y ará-taco) y que el suyo era el anagó ará-taco. Entre 1954 y 1970, Lydia Cabrera creó el mayor registro escrito de anagó hasta la fecha. Después de las publicaciones, se informó que hablantes de yoruba en Nigeria entendían sus textos. También se indicó que navegantes yorubas entendían a los lucumís de Cuba.

## Descripción lingüística

### Fonología
El inventario fonético de la lengua lucumí es bastante similar al del yoruba, y sus variantes más conservadoras tienen las mismas siete vocales y un inventario de consonantes semejante, aunque sustituyen las vocales nasales del yorubá por una n epentética al final de la sílaba.
El idioma lucumí posee las siguientes vocales: /i/ /e/ /ɛ/ /a/ /o/ /u/. Una característica propia del lucumí es la desaparición de la tonalidad yoruba, que sin embargo se mantiene a través de la acentuación. Por la posición del acento, las palabras agudas son las más comunes, incluyendo la misma palabra lucumí. 
A diferencia del yoruba, el lucumí no es una lengua tonal y utiliza un sistema de acento tónico heredado del contacto con el castellano, con el acento generalmente incidiendo sobre la sílaba final.
Las consonantes del anagó son las siguientes: /b/ /ɡ͡b/ /k͡p/ /d/ /t/ /j/ /t͡ʃ/ /g/ /k/ /f/ /s/ /r/ /l/ /m/ /n/ /ɲ/ /ŋ/. La fonética lucumí ha sido claramente influida por la fonética española. También se ha encontrado cierta influencia de lenguas bantúes, habladas por otros esclavos africanos en las Américas. Algunas mutaciones fonéticas relevantes que ha sufrido el lucumí respecto al yoruba son: 
- Uso del fonema español /t͡ʃ/ («ch») en vez de /ʃ/ («sh» o «ṣ») como en aché, en vez de ashé.[1]
- Uso del fonema /j/ (sonido de «y» ante vocal) en vez de /d͡ʒ/ (J inglesa o francesa) como en Yemayá en vez de Jemanjá.[1]
- Simplificación de las dobles consonantes, como Obatalá en vez de Obbatalá. También por influencia del español.

### Gramática
En anagó, el orden en la oración es SVO. Además, las palabras están compuestas por morfemas. Ya que es un idioma generalmente aglutinante, forma palabras nuevas mediante la unión de estos morfemas. Ejemplo: mo ofé iré "veo bendición" > mofereré "es una bendición para mí verte".
El tiempo verbal, el modo y el aspecto se indican a través de partículas antes del morfema del verbo. Ejemplos: mo wá "yo llego" > mo ti wá "yo he llegado"; emi ni ló "yo mismo aquí voy" > emi ni un ló "yo aquí me voy". El contacto con el español, de hecho, ha creado formas híbridas, como infinitivos para algunos verbos. Ejemplos: mo yuba "yo rindo homenaje" > mo yubar "yo rendir homenaje" > mo yubando "yo estoy rindiendo homenaje".
Los plurales se identifican con marcadores de número. Ejemplos: owón "muchos" + ilé "casa" > owón ilé "muchas casas"; akukó "gallo" + meta "tres" > akukó meta "tres gallos". La negación en las oraciones se forma con el marcador ko, aunque este también puede denotar intensidad. Ejemplos: ko si aro "que no haya enfermedad"; arere ko wá ilé "el portador de bendiciones forzosamente debe llegar a mi casa".

## Literatura
La literatura en el idioma anagó destaca formas únicas de lenguaje ritual como el patakín (cuento popular con mensaje moral), el refrán (proverbio breve) y el oriki (oración de alabanza). Algunos refranes comunes son:
Ilú ofóyú won beoyú okán chocho wónni oba.
En el pueblo de los ciegos el que tiene un ojo es el rey.
Iyé yeo kógusewo kosi güitó du bi líe emi.
Cada uno con lo suyo.
Imalú bioñiro, Olórun lonté eshin fún.
Buey que no tiene rabo, Dios le espanta las moscas.

## Música
Jesús Pérez Puente Oba Ilu fue un reconocido músico y sacerdote de los lucumís. En México interpretó la obra Obá Kosó, siendo así la primera vez que canciones en idioma anagó aparecieron fuera de Cuba. En ese mismo país grabó un álbum que combinó la música secular con canciones rituales lucumís.
En Cuba, Merceditas Valdés creó un programa de radio que transmitía auténticas canciones y oraciones en anagó en la radio Suaritos. En esta época, músicos populares utilizaron el anagó en el mambo, la rumba y el son. El rumbero Chano Pozo fue uno de muchos que utilizó el anagó en sus canciones. Una de estas canciones en lucumí escritas por él fue Ariñañara.
La cantante Celia Cruz estudió el idioma con Obdulio Morales y grabó canciones en lucumí con la Sonora Matancera, siendo estas las primeras grabaciones de estudio conocidas interpretadas por «La Reina de la Salsa».

## Vocabulario
Al tratarse de una lengua reservada para la religión santera y no para el día a día, el vocabulario que ha permanecido en uso hace referencia casi totalmente a esta, a sus deidades (orishas), a las ceremonias, rituales u objetos que se usan en éstos. Sin embargo, se han documentado también nombres de lugares, como Erekusú (Cuba), Ilú Oyibó (España), Guini (Guinea), Bábika (África), Ilú Pupu Ilé (La Habana), Ayá Áta (Matanzas).
| Lucumí                  | Yoruba   | Español                  |
| abatá                   | bata     | zapato                   |
| aché                    | ashé     | «así sea»                |
| babá                    | babba    | padre                    |
| babalao                 | babalawo | sacerdote                |
| eñí, eñin, eyí, iñí     | ẹyẹ      | huevo                    |
| eyelé                   | eyele    | paloma                   |
| eyí                     | ajá      | sangre                   |
| fé, niché               | fẹ       | deseo                    |
| fenu konú, nifénuko     | fẹnuko   | beso                     |
| ikán, iná, ainá         | iná      | fuego                    |
| ikú                     | kú       | muerto                   |
| ilé                     | ilé      | casa o tierra            |
| ilé ilú, ilú, nilú      | ilu      | pueblo                   |
| iyá                     | iyá      | madre                    |
| lekún, iléku, leku, kun | ilekun   | puerta                   |
| mo dupé                 | e dupé   | gracias, se lo agradezco |
| oba, obá, yobá          | obba     | señor, rey o don         |
| okán                    | okan     | corazón                  |
| olokún, olú kun         | olókún   | barco o dios del mar     |
| olokúo                  | olokúo   | mar                      |
| omó                     | ọmọ      | hijo                     |
| oñí                     | oyin     | miel                     |
| orún                    | orun     | cielo (religión)         |
| owó                     | owo      | dinero                   |
| panchága, panchaka      | panṣaga  | prostituta               |
| púpo                    | pupo     | mucho                    |
| semó, odé               | sunmọ    | cerrar                   |
| sún, osún               | sun      | dormir                   |
| teketeke, kete kete     | kẹtẹkẹtẹ | burro                    |
| tioyú                   | itijú    | tímido                   |
| unyé, unyale            | ounjẹ    | comida                   |
| wé bé                   | ewebe    | yerba                    |
| wó lé e                 | nwọle    | entrar                   |
| woyú                    | wo       | mirar                    |
| yará, yarabuyo          | yara     | sala, salón              |
| oyó, yo, yodí           | ọjọ      | día                      |

### Numerales
Comparación de los numerales del uno al diez en lucumí, yoruba y español.
| Lucumí                  | Yoruba | Español |
| okán, kán               | ọkan   | uno     |
| méyi, eyí               | meji   | dos     |
| meta, eta               | mẹta   | tres    |
| merín, erín             | mẹrin  | cuatro  |
| marún, arún             | marun  | cinco   |
| mefá, efá               | mefa   | seis    |
| meyé, eyé               | meje   | siete   |
| meyó, eyó               | mẹjọ   | ocho    |
| mesón, mesán, esán      | mẹsan  | nueve   |
| mewá, mékwa, ewá, kuinu | mẹwa   | diez    |

### Padre nuestro
Esta oración fue recogida por la etnóloga cubana Lydia Cabrera en su libro Anagó: vocabulario lucumí (1970):

Babá gha tin nbé lorún ogbó loruko iyo Oba re de ifé tiré ni kaeké layé bi tin nché lorún gbá lonyé ayo gbá ioni dari eche gba yingba biatin nadari eche yin eiguí aferawó la oche aferawó elukulú

## Frases de ejemplo
Ibaé bayé tonú.
Que en paz descanse.
Olorún oba tobi tobi.
Dios es el más grande de los reyes.
Tokán tokán.
De todo corazón.
Oya de mariwo oyansa loro yoko ro.
El sonido del mariwo anuncia a Oya.